# David Marshall
David James Marshall (ur. 5 marca 1985 roku w Glasgow) – szkocki piłkarz występujący na pozycji bramkarza w angielskim klubie Queens Park Rangers oraz w reprezentacji Szkocji.

## Kariera klubowa
W sezonach 2005/06 i 2006/07 był zmiennikiem Artura Boruca w bramce Celticu Glasgow. W reprezentacji Szkocji wystąpił dwukrotnie. W 2007 roku wypożyczony został do klubu angielskiej Championship – Norwich City, po czym został wykupiony z Celticu definitywnie.
12 maja 2009 roku po tym jak Norwich City F.C. spadło z ligi Marshall przeniósł się do Cardiff City. W roku 2013 wywalczył awans do Premier League. Był podstawowym zawodnikiem drużyny. Zaraz za Polakiem Tomaszem Kuszczakiem wpuścił najmniej goli w Championship. Przyczynił się także do awansu swojej drużyny do Premier League. 5 lutego 2014 roku przedłużył umowę z Cardiff obowiązującą do 2018 roku.
W latach 2016–2019 Marshall grał w Hull City. W latach 2019–2020 był zawodnikiem Wigan Athletic, a w latach 2020-2021 - Derby County. W 2022 przeszedł do Queens Park Rangers.

## Kariera reprezentacyjna
Po jego meczu z Barceloną w Pucharze UEFA, trener Szkocji Gordon Strachan postanowił dać szansę gry Marshallowi. Zadebiutował 18 sierpnia 2004 roku w towarzyskim spotkaniu z Węgrami. 19 listopada zagrał po raz dziesiąty w narodowych barwach, zachowując czyste konto w meczu z Norwegią. Marshall był podstawowym bramkarzem Szkotów w eliminacjach do Mistrzostw Europy 2016.